# الجامعة العربية المفتوحة (فلسطين)
الجامعة العربية المفتوحة هي أول جامعة عربية ضيفة في فلسطين حيث أنها امتداد للجامعة الإقليمية الأكثر انتشاراً في وطننا العربي. في دولة الكويت كانت فكرة إنشاء الجامعة، ومن ثم في لبنان، المملكة الاردنية الهاشمية، المملكة العربية السعودية، مصر، البحرين، سلطنة عمان، السودان وأخيراً في فلسطين، حيث تم افتتاح الفرع التاسع على أرض فلسطين عام 2017 باعتماد من وزارة التربية والتعليم العالي الفلسطينية ليكون مقره في محافظة رام الله والبيرة.

## النشأة
تعود فكرة إنشاءها إلى مبادرة من الأمير طلال بن عبد العزيز آل سعود رئيس برنامج الخليج العربي للتنمية- أجفند (AGFUND)، حيث أعلن في عام 1996 عن مبادرته لإنشاء جامعة عربية مفتوحة ككيان أكاديمي تعليمي غير تقليدي ومؤسسة تسهم في توجيه التنمية في المجالات العلمية والاجتماعية والثقافية. والتي طبقت في العام 2002 بافتتاح الجامعة العربية المفتوحة بتعاون مشترك مع الجامعة المفتوحة في المملكة المتحدة. منذ نشأتها خرجت الجامعة العربية المفتوحة أكثر من 50 ألف طالب، ويتجاوز عدد طلبتها الحاليين في جميع أنحاء الوطن العربي 33 ألف طالب وطالبة.

## نظام التعليم في الجامعة
تتبنى الجامعة العربية المفتوحة نظام التعليم الذي يجمع بين المحاضرات الصفية والتعليم الإلكتروني، واضعة الجودة على رأس أولوياتها. ويتمحور التعليم في الجامعة العربية المفتوحة بشكل كبير على التدريس المباشر بنسبة 25% على الأقل أي ما يعادل محاضرة واحدة إجبارية أسبوعية لكل مساق، وبالتالي على تعزيز التعليم التفاعلي والإلكتروني بنسبة 75%. حيث تستند منهجية الجامعة العربية المفتوحة على المحاضرات الصفية والمحاضرات المسجلة لفروع الجامعة الأخرى والمتوفرة من خلال نظام التعلم الخاص بالجامعة (LMS)، إلى جانب غيرها من أشكال الدعم مثل التعليم عبر الإنترنت بقنواته المختلفة.

## مميزات الجامعة العربية المفتوحة
تتميز الجامعة العربية المفتوحة بأنها:
- أول جامعة عربية إقليمية تفتح فرعاً لها في فلسطين.
- شراكة مع الجامعة المفتوحة في بريطانيا، حيث يحصل الطالب عند تخرجة على شهادتين.
- تقدم الجامعة منح جزئية تصل لغاية 50% حسب معدل الثانوية العامة.
- توفر الجامعة المرونة في الدوام وفي الفترتين الصباحية والمسائية.

## الشراكة مع الجامعة المفتوحة في بريطانيا
ترتبط الجامعة العربية المفتوحة بشراكة تعليمية مع الجامعة المفتوحة في بريطانيا وهي أول جامعة في الوطن العربي يتم اعتماد برامجها من قبل مؤسسة الاعتماد البريطانية وتتلخص الشراكة بين الجامعة العربية المفتوحة والجامعة المفتوحة في بريطانيا فيما يلي:
1. يتلقى خريجو الجامعة العربية المفتوحة عند تخرجهم شهادة الجامعتين من الجامعة العربية المفتوحة ومن الجامعة المفتوحة في بريطانيا.
2. التزام الجامعة العربية المفتوحة بمعايير الجودة العالمية وفق متطلبات هيئة الاعتماد البريطانية.
3. يتم تدريس منهاج الجامعة المفتوحة في بريطانيا في التخصصات المشتركة ويتم تزويد الطلبة بالحقائب التعليمية.
4. يتم تقييم دوري من قِبل كوادر متخصصة من الجامعة المفتوحة في بريطانية لقياس مستوى الجودة والإلتزام بكافة المعايير.

وتتبوأ الجامعة المفتوحة موقع الصدارة في العالم في مجال التعليم الحديث المتمازج وتعتبر رائدة في تبني أساليب تدريس وتعلَم تمكًن الأفراد من تحقيق أهدافهم المهنية والحياتية من خلال الانخراط في برامج دراسية يكملونها في الأوقات والأماكن المناسبة لهم. وتعمل الجامعة المفتوحة مع المعاهد والجامعات الأخرى بطرق عديدة من خلال توفير المقررات لها والتعاون معها في مجال المناهج الجديدة واعتماد البرامج التعليمية، بالإضافة إلى تبادل الخبرات للمساعدة في جعل المبادرات والبرامج الأخرى المتعلقة بالتعليم المتمازج.

## شروط القبول والتسجيل
تشترط الجامعة العربية المفتوحة أن يكون المتقدم لأي من برامج درجة البكالوريوس المختلفة التي تقدمها ما يلي:
- أن يكون الطالب حاصلاً على شهادة الثانوية العامة أو ما يعادلها من الدول العربية، وحملة البجروت، SAT، IB،GCE .
- أن لا يقل معدل الطالب في امتحان شهادة الثانوية العامة عن المعدل المُقر من قِبل وزارة التعليم العالي والبحث العلمي (فلسطين) للإلتحاق بالجامعة.
- أن لا يكون مفصولاً من جامعة أخرى.

## الوثائق المطلوبة للتسجيل
للالتحاق بالجامعة العربية المفتوحة يجب توفر الوثائق التالية:
- صورة مصدقة عن كشف علامات الثانوية العامة.
- صورة عن شهادة الميلاد.
- صورة عن الهوية الشخصية وجواز السفر.
- صورتان شخصيتان حديثتان.
- صورة مصدقة عن شهادة الشامل وكشف علامات الكلية بالإضافة إلى وصف المساقات (لطلبة التجسير).

## خطوات وإجراءات قبول وتسجيل الطلبة الجدد
التسجيل في الجامعة العربية المفتوحة يتم من خلال الخطوات التالية:
- يقوم الطالب بتعبئة طلب الالتحاق.
- يتوجه الطالب إلى قسم المالية لدفع المستحقات.
- يقوم موظف القبول والتسجيل بإدخال طلب الالتحاق ويعطي رقماً جامعياً للطالب، ثم يتم تحديد امتحاني المستوى (اللغة العربية واللغة الإنجليزية)
- يراجع الطالب قسم القبول والتسجيل بعد أدائه امتحاني المستوى، لمعرفة نتيجته في الامتحانين.
- يقوم الطالب بمراجعة المشرف الأكاديمي لمساعدته في اختيار المساقات المراد تسجيلها، حيث يقوم الطالب بعدها بالتوجه إلى قسم القبول والتسجيل، لتسجيل المقررات المختارة والحصول على جدوله الدراسي.
- لاستلام الحقائب التعليمية الخاصة بالمساقات التي تم تسجيلها، يقوم الطالب بمراجعة المالية، للحصول على وصل يبين المساقات التي تم تسجيلها، واسعار حقائبها التعليمية، لإظهاره لموظف مصادر التعلم حتى يتمكن من استلامها.
- يراجع الطالب بعدها مشرف تقنية المعلومات للحصول على بطاقته الجامعية.

## قبول الطلبة المجسرين
تقبل الجامعة الطلبة المجسرين من حملة الدبلوم المتوسط في مختلف التخصصات وفقاً لتعليمات التجسير الصادرة عن وزارة التعليم العالي والبحث العلمي (فلسطين).

### الانتقال للجامعة
يتم استقبال طلبات الالتحاق للطلبة المنتقلين من جامعات أخرى معتمدة من قبل وزارة التعليم العالي والهيئة الوطنية للإعتماد والجودة وفق الشروط التالية:
- أن يكون الطالب حاصل على معدل تراكمي 70% على الأقل.
- يتم معادلة المواد التي درسها الطالب قبل انتقاله بشرط أن تكون علامة المادة 70% فأعلى أو بتقدير جيد على الأقل.

## التخصصات المطروحة
تطرح الجامعة العربية المفتوحة/ فلسطين مجموعة من التخصصات لدرجة البكالوريوس المعتمدة من الهيئة الوطنية للاعتماد والجودة في وزارة التعليم العالي والبحث العلمي:

### برنامج الترجمة والأدب في اللغة الإنجليزية (مشترك مع الجامعة المفتوحة في بريطانيا)
```
برنامج الترجمة والأدب في اللغة الإنجلیزیة ھو برنامج مشترك مع الجامعة المفتوحة في بریطانیا، حیث یحصل الطالب عند تخرجه على شھادتین، شھادة من الجامعة العربیة المفتوحة وشھادة عالمیة من الجامعة المفتوحة في بریطانیا. ویعد من البرامج الممیزة التي تطرح في الجامعة كونه یجمع بین تخصصي الترجمة والأدب. یتمیز البرنامج بطرحه لعدد من المساقات المواكبة لمتطلبات العصر الحدیث وسوق الترجمة المعاصر. حیث یتم تدریب الطلبة على استخدام التكنولوجیا المحوسبة في الترجمة التحریریة والشفویة. كما یھدف البرنامج إلى الحرص على مواكبة الطلبة للتطورات والمستجدات عبر المساقات المستحدثة في المجالات اللغویة والأدبیة المختلفة.
```

#### مميزات البرنامج
يتميز برنامج الترجمة والأدب في اللغة الإنجليزية بما يلي:
1. تأھیل خریج متمكن في الترجمة واللغة الإنجلیزیة بنفس مستوى التعلیم في بریطانیا.
2. یحصل الخریج على شھادتین من الجامعھ العربیة المفتوحة ومن الجامعة المفتوحة في بریطانیا.
3. تلبیة حاجة السوق الفلسطیني في القطاعات المختلفة إلى كوادر متخصصة في ھذا المجال.
4. رفد المجتمع الفلسطیني بمترجمین ذوي مھارات عالیة قادرین على ترجمة الكتب والمصادر.
5. كادر أكادیمي متخصص ومؤھل.
6. تقدیم تعلیم وتدریب عالي الجودة یحقق احتیاجات الطلاب وسوق العمل.

#### فرص ومجالات العمل
1. ترجمة وتحریر النصوص المكتوبة في مختلف المجالات
2. الترجمة الفوریة والتتابعیة في المؤتمرات والندوات والمنظمات الدولیة
3. العمل في السلك الدبلوماسي والسفاراتوالترجمة القانونیة
4. العمل في المحطات الإذاعیة والتلفزیون
5. تدریس اللغة الإنجلیزیة فيالمدارس والمراكز الثقافیة.

### برنامج التصميم الجرافيكي والوسائط المتعددة
ھو برنامج فرید من نوعھ في فلسطین على صعید المساقات التي یطرحھا والتي تجمع بین تخصصین حیویین حیث تدمج مساقاتھ في محتواھا بین الاتصال المرئي ووسائل الإعلام الرقمیة والمطبوعات وتصمیم صفحات الإنترنت علاوةً على تصمیم الوسائط المتعددة (الرسوم المتحركة والتصامیم التفاعلیة، ورسوم التلفاز والصور المتحركة) بالإضافة إلى توفیر منھج منظم یدمج ویربط بین المنھجیات والتقنیات الرئیسیة لرسومات الكمبیوتر وتصمیم الوسائط المتعددة والرسوم المتحركة وإنتاج الأفلام. ویھدف البرنامج لتزوید الجیل الجدید من المصممین بالأدوات اللازمة للقرن الحادي والعشرین ولاسیما في عالمالتصمیم الذي یتسم بالتطور والنمو المستمرین.

#### مميزات البرنامج
1. تأھیل خریج موھوب للسوق المحلي والعالمي في كلا المجالین: التصمیم الجرافیكي والوسائط المتعددة.
2. تلبیة حاجة السوق الفلسطیني في القطاعات المختلفة بكوادر متخصصة في ھذا المجال.
3. التطبیق العملي باستخدام أجھزة أبل ماكنتوش متطورة وكمبیوترات حدیثة.
4. كادر أكادیمي وتعلیم عالي الجودة یحقق احتیاجات الطلاب.
5. تقدیم تدریب للطلاب في الشركات المتخصصة بما ینسجم مع واقع سوق العمل.

#### فرص ومجالات العمل
1. شركات التصمیم الجرافیكي.
2. وكالات الدعایة والإعلان.
3. المحطات التلفزیونیة.
4. دور النشر والصحف والمجلات والمطابع.
5. شركات الإنتاج السینمائي والفني.
6. شركات التسویق والعلاقات العامة.
7. شركات تصمیم مواقع الانترنتشركات صناعة الأفلام والبرامج الوثائقیة.
8. شركات إنتاج الرسومالمتحركة ثنائیة وثلاثیة الأبعاد.

### برنامج التأمين وإدارة المخاطر
```
استدعى النمو والتطورات السریعة والمتلاحقة في قطاع 
التأمین
 في فلسطین، وما استجد من معاملات وتطبیقات في مجال أعمال 
التأمین
 
وإدارة المخاطر
، الاستجابة لحاجة الشركات في كافة القطاعات وشركات التأمین خاصة، لمختصین مؤھلین في تخصص التأمین وإدارة المخاطر والذي یعد أحد البرامج الحدیثة دولیاً والنادرة على مستوى الوطن العربي وفلسطین، سیتمكن الطلبة من خلال دراستھم في ھذا البرنامج من تحدید وتقییم مصادر المخاطر المختلفة التي تؤثر على المستوى المحلي والإقلیمي والعالمي، والتي تحتاج إلى تغییرات مناسبة للقرارات التي تؤمن وتدیر المخاطر من خلال منظور الخبرة الفنیة وكیفیة التعامل معھا بشكل شامل وفعال. وفي نھایة فترة السنوات الأربع، یتوقع من الخریجین الشباب أن یختاروا وینفذوا حلولاً للتحكم في ھذه المخاطر من خلال التأمین وغیره من آلیات نقلالمخاطر وتوزیعھا.
```

#### مميزات البرنامج
1. مساقات متخصصة في إدارة المخاطر والتأمین توائم احتیاجات سوق العمل الفلسطینیة في قطاع التأمین.
2. تقدیم تعلیم عالي الجودة یحقق احتیاجات الطلاب وسوق العمل.
3. إدراج الطلبة في برامج تدریبیة مع شركات التأمین والقطاعات المختصة فيإدارة المخاطر.

#### فرص ومجالات العمل
1. قطاع التأمین (شركات ووكلاء).
2. القطاع المصرفي (قطاع البنوك، ومؤسسات الإقراض المتخصصة).
3. شركات الاستیراد والتصدیر.
4. الجھات الرقابیة لمؤسسات الخدمات المالیة (ھیئة سوق رأس المال الفلسطینیة، سلطة النقد الفلسطینیة).

### برنامج التمويل الأصغر "Microfinance"
```
برنامج التمویل الأصغر یطرح للمرة الأولى في فلسطین ضمن كلیة دراسات الأعمال، وھو برنامج فرید من نوعi من حیث المساقات التي یطرحھا والتي تنمي روح المبادرة والریادة لدى الطلبة. یؤھل البرنامج الطلبة الخریجین ویعزز القدرة لدیھم للبدء بمشاریعھم الخاصة، كما یلبي حاجة ملحة في سوق العمل الفلسطیني في مجال التمویل الأصغر (تمویل المشاریع الصغیرة)، حیث یحتوي ھذا البرنامج على مساقات متنوعة یتم تدریسھا باللغة الإنجلیزیة في التمویل والمحاسبة والإدارة والتسویق والقانون الإستثماري.
```

#### مميزات البرنامج
1. طرح مساقات متخصصة في التمویل الأصغر وتوائم احتیاجات سوق العمل.
2. تقدیم تعلیم عالي الجودة یحقق احتیاجات الطلاب وسوق العمل
3. التدریب العملي في سوق العمل حیث أنھمتطلب إجباري لھذا التخصص.

#### فرص ومجالات العمل
1. قطاع البنوك - قسم التسھیلات وتمویل المشاریع الصغیرة ومتوسطة الحجم.
2. المؤسسات والمنظمات الأھلیة الداعمة للمشاریع الصغیرة.
3. صنادیق الاستثمار وحاضنات الأعمال.
4. شركات التمویلالخاصة بتمویل المشاریع الصغیرة ومتوسطة الحجم.

### برنامج إدارة الموارد البشرية (مشترك مع الجامعة المفتوحة في بريطانيا)
بكالوريوس إدارة الموارد البشرية برنامج مشترك مع الجامعة المفتوحة في بريطانيا، ويُطرح ضمن كلية دراسات الأعمال في الجامعة العربية المفتوحة وهي الجامعة الوحيدة التي تمنح شهادة بكالوريوس بريطانية معتمدة دوليا في إدارة الموارد البشرية. كما أنه برنامج فريد من نوعه من حيث المساقات التي يطرحها، والتي تنمي المهارات القيادية الضرورية لدى الطلبة لتطوير المؤسسات والشركات في مختلف القطاعات الاقتصادية. كما يؤهل الطلبة الخريجين ويعزز القدرة لديهم للعمل في مختلف مجالات إدارة الموارد البشرية وهو بذلك برنامج واعد يلبي حاجة ملحة في سوق العمل الفلسطيني من خلال توفير كادر متخصص بإدارة الموارد البشرية.

#### مميزات البرنامج
1.      يمنح خريجي البرنامج شهادتين، شهادة معتمدة دولياً من الجامعة المفتوحة في بريطانيا بالإضافة إلى شهادة الجامعة العربية المفتوحة.
2.      مساقات متخصصة في إدارة الموارد البشرية وتوائم احتياجات سوق العمل.
3.      تقديم تعليم عالي الجودة يحقق احتياجات الطلاب وسوق العمل.
4.     يؤهل الطلبة ليصبحوا خبراء في الطرق المختلفة لتمكين بيئة العمل وتهيئة الموظفين كل في مجال اختصاصه.
5.        يركز على التفاصيل الدقيقة ذات الصلة بالتعامل مع الموظفين والعملاء ويزود الطلبة بوعي اجتماعي وعاطفي قوي.
6.      إدراج الطلبة في برامج التدريب الميداني مع المؤسسات الاقتصادية لتهيئتهم لسوق العمل.

#### مجالات العمل لخريجي البرنامج
1.    إدارة الموارد البشرية في الشركات بمختلف القطاعات الاقتصادية
2.       إدارة علاقات العمل
3.       التدريب والتطوير
4.     الصحة والسلامة المهنية
5.     شركات التدريب
6.    شركات التوظيف
6.     النقابات المهنية

## التقييم لضمان الجودة
لضمان أفضل جودة تعليمية فإن الجامعة العربية المفتوحة لثلاثة أنواع من التقييم:
1. تقييم خارجي دولي من الجامعة المفتوحة في بريطانيا.
2. تقييم محلي من وزارة التعليم العالي والبحث العلمي (فلسطين).
3. تقييم داخلي ضمن إطار الجامعة من أجل ضمان الجودة.

## ادرس واعمل
ضمن السعي المستمر للجامعة العربية المفتوحة إلى توفير فرص العمل والتدريب المهني للطلبة، تحرص على التواصل الدائم مع شركات ومؤسسات المجتمع المحلي. حيث وقعت مؤخراً عدة اتفاقيات وتفاهمات لتوفير فرص العمل والتدريب للطلبة مثل شركة Reach لخدمات الاتصالات، شركة عيون ميديا للتسويق والدعاية، شركة OVIA للتصميم والدعاية.